# Heil dir im Siegerkranz
  (srpski bukvalno prevedeno: „Živeo ovenčan pobedničkim vencom“) je bila nezvanična himna Nemačkog carstva od 1871—1918. Pre toga je bila Pruska himna, i melodija ove himne je istovetna sa melodijom engleske, "God Save the King/Queen". Zbog oba razloga, pesma nije uspela da postane popularna u određenim nemačkim krugovima. Ne samo da nije uspela da dobije podršku nemačkih nacionalista, već nikada nije priznata za himnu od strane nemačkih južnih zemalja (Bavarska, Virtemberg). nakon Prvog svetskog rata, Nemačko carstvo je nestalo i pesma "Das Lied der Deutschen" je postala himna Vajmarske Republike.
"Die Wacht am Rhein" ("Straža na Rajni") je druga himna korišćena u vreme Nemačkog carstva, i takođe se može posmatrati kao Nemačka himna u to doba.
Tekst je napisao Hajnrih Haris 1790. u čast kralju Kristijanu VII od Danske. Izvorni tekst je kasnije prilagođen nemačkim potrebama, "heil, Christian, dir" je promenjeno u "heil, Kaiser, dir".